# 阿卜杜勒·马利克·胡塞
阿卜杜勒-马利克·巴德鲁丁·胡塞（阿拉伯语：عبد الملك بدر الدين الحوثي，1979年5月22日—），也门胡塞武裝現任領袖，為組織創辦人及首任領袖侯赛因·胡塞之胞弟 。
胡塞生于阿拉伯也门共和国萨达省。他的父亲是也门宰德派的宗教学者。 侯赛因·胡塞被杀后，阿卜杜勒-马立克·胡塞接替他哥哥成為胡塞运动領導人。